# David I Dadiani
David I Dadiani (in georgiano დავით დადიანი?; 23 gennaio 1813 – 30 agosto 1853) è stato un generale georgiano.

## Biografia
Era il figlio di Levan V Dadiani, e di sua moglie, Martha Zurabovna Cereteli. Era un pronipote di Maria, moglie di Salomone III d'Imerezia, di Giorgio XII di Georgia e di Michele Shervashidze.

## Carriera
Intraprese la carriera militare. Nel 1829 si iscrisse nel reggimento delle guardie cosacche con il grado di cornetta, raggiungendo il rango di colonnello. Successivamente, il 27 aprile 1845 raggiunse il grado di maggiore generale.
L'11 maggio 1840 assunse la gestione del principato, nel quale regnava l'anarchia e il disordine. David, alla fine, ristabilì l'ordine attraverso le riforme, che portò un cambiamento radicalmente nel vecchio sistema.
Le sue riforme e la creazione di nuove tasse, portò all'aumento dei suoi nemici tra la nobiltà. Era un legislatore, giudice ed esecutore della legge in maniera rigorosa, portando la gente all'insoddisfazione che soffocava utilizzando misure spesso brutali anche contro la classe superiore. Ma quando vide il suo potere minacciato da parte del governo russo, attraverso il principe Voroncov, David si ammorbidì.
Nel 1849 fondò il Museo storico e architettonico nel palazzo Dadiani, che esiste ancora oggi.

## Matrimoni

### Primo matrimonio
Sposò la principessa Darejan Dadeshkeliani, figlia del principe sovrano di Svaneti Tsioha Dadeshkeliani. Il matrimonio è stato sciolto nel 1835.

### Secondo matrimonio
Nel 1839 sposò Ek'at'erine Ch'avch'avadze, figlia del tenente generale e poeta Aleksandre Ch'avch'avadze. Ebbero sette figli:
- Maria (1840-1842);
- Nino (1841-1848);
- Levan (1842-1844);
- Niko (1847-1903]);
- Salome (1848-1913), sposò il principe Achille Murat, ebbero tre figli;
- Andrei (1850-1910);
- Tamara (1853-1859).

## Morte
Morì il 30 agosto 1853. Gli successe il figlio Niko, ma essendo troppo giovane, sua moglie ricoprì la carica di reggente.